# کامل الموسی
کامل الموسی (انگلیسی: Kamel Al-Mousa؛ زادهٔ ۲۹ اوت ۱۹۸۲) یک بازیکن فوتبال اهل عربستان سعودی است.
از باشگاه‌هایی که در آن بازی کرده‌است می‌توان به الاهلی عربستان، الوحده عربستان، الهلال عربستان اشاره کرد.

## تیم ملی
وی همچنین در  تیم ملی فوتبال عربستان سعودی بازی کرده است.